# Saison 1 de Revenge
Chronologie
Saison 2
Cet article présente les épisodes de la première saison de la série télévisée américaine Revenge.

## Généralités
- Au Canada, elle a été diffusée en simultané sur Citytv.
- La série a eu une commande de 22 épisodes le 13 octobre 2011[1].

### Synopsis
Une jeune femme, Amanda Clarke a vécu son enfance dans les Hamptons, avec son père, David. La petite fille était très proche d'un voisin de son âge, Jack Porter. Lorsqu'elle était petite, son père a été accusé de terrorisme et a donc été incarcéré. La fillette est alors allée dans un foyer. Pour elle débute alors un parcours difficile alors qu'elle n'a qu'une idée en tête : retrouver son père. Une fois majeure, elle apprend que son père est décédé, Amanda revient donc dans les Hamptons, sous le nom d'Emily Thorne, personne ne la reconnaît et c'est parfait. Elle est bien décidée à venger son père et à faire tomber tous ceux qui ont participé de près ou de loin à son arrestation. Elle est prête à tout pour arriver à son but.

## Distribution

### Acteurs principaux
- Emily VanCamp (VF : Chantal Macé) : Emily Thorne / Amanda Clarke
- Madeleine Stowe (VF : Martine Irzenski) : Victoria Grayson
- Gabriel Mann (VF : Olivier Augrond) : Nolan Ross
- Nick Wechsler (VF : Stéphane Pouplard) : Jack Porter
- Henry Czerny (VF : Bertrand Liebert) : Conrad Grayson
- Joshua Bowman (VF : Damien Ferrette) : Daniel Grayson
- Ashley Madekwe (VF : Marie Tirmont) : Ashley Davenport
- Connor Paolo (VF : Gwenaël Sommier) : Declan Porter
- Christa B. Allen (VF : Chloé Berthier) : Charlotte Grayson

### Acteurs récurrents
- Margarita Levieva (VF : Ingrid Donnadieu) : Amanda Clarke / Emily Thorne[2] (née Emily Thorne)
- Amber Valletta (VF : Dominique Vallée) : Lydia Davis, ex-meilleure amie de Victoria
- Ashton Holmes (VF : Donald Reignoux) : Tyler Barrol[3], meilleur ami de Daniel
- Emily Alyn Lind (VF : Patricia Piazza) : Amanda Clarke (enfant)
- James Tupper (VF : Éric Aubrahn) : David Clarke, père d'Amanda[4]
- Max Martini (VF : Jean-Pascal Quilichini) : Frank Stevens[5], chef de la sécurité des Graysons
- Cassius Willis (en) (VF : Frantz Confiac) : détective Robert Gunther

### Invités
- Robbie Amell (VF : Alexandre Nguyen) : Adam Connor[6] (épisodes 2, 3, 18 et 19)
- CCH Pounder (VF : Michèle Bardollet) : Warden Sharon Stiles[7] (épisodes 7 et 8)
- Jamal Duff (en) (VF : Serge Biavan) : Big Ed, bodyguard de Nolan (épisodes 7, 8 et 15)
- Hiroyuki Sanada (VF : Omar Yami) : Satoshi Takeda[8] (épisodes 9, 10, 15 et 16)
- James McCaffrey (VF : Stéfan Godin) : Ryan Huntley[9] (épisodes 10 à 13)
- Merrin Dungey (VF : Laura Zichy) : Barbara Snow (épisodes 11 à 13)
- Roger Bart (VF : Vincent Ropion) : Leo "Mason" Treadwell[10] (épisodes 12, 17 et 20)
- Morgan Hewitt (VF : Sandra Parra) : Sofie Arnault (épisode 12)
- Derek Ray (VF : Grégory Quidel) : Lee Moran (épisodes 13, 18 et 18)
- William Devane (VF : Jean-Bernard Guillard) : Edward "Grandpa" Grayson[11] (épisodes 14 et 15)
- Courtney B. Vance (VF : Bruno Dubernat) : Benjamin Brooks[12] (épisodes 16 à 19)
- Veronica Cartwright (VF : Pascale Jacquemont) : Juge Elizabeth Hawthorne (épisodes 16 et 18)
- James Purefoy : Dominik Wright[13] (épisodes 17 et 18)
- Tess Harper : Carole Miller[14] (épisodes 19 et 21)

## Liste des épisodes

### Épisode 1:Qui est Emily Thorne?
- États-Unis /  Canada : 21 septembre 2011
- France :
  - 14 septembre 2012 sur Canal+ Family[15]
  - 24 avril 2013 sur TF1[16]
- Suisse : 30 janvier 2013 sur RTS Un[17]
- Belgique : 31 mars 2013 sur RTL-TVI[18]
- Québec : 2 avril 2013 sur Radio-Canada[19]

- États-Unis : 10,02 millions de téléspectateurs[20] (première diffusion)
- Belgique : 308 000 téléspectateurs (première diffusion)[21]
- Québec : 792 000 téléspectateurs[22]
- France : 2,95 millions de téléspectateurs[23] (deuxième diffusion)

- Amber Valletta (Lydia)
- James Tupper (David Clarke)
- Emily Alyn Lind (Amanda Clarke)
- Brian Goodman (en) (Carl Porter)
- Christina Chang (Karrie)
- Lindsey Garrett (Melissa)
- Greg Perrow (Malcolm)
- Keith Harris (Doug Reid)
- Amy Parrish (The Realtor)
- Nicholas Stargel (Jack, jeune)

### Épisode 2:Confiance
- États-Unis /  Canada : 28 septembre 2011
- France :
  - 14 septembre 2012 sur Canal+ Family
  - 24 avril 2013 sur TF1
- Suisse : 30 janvier 2013 sur RTS Un
- Belgique : 31 mars 2013 sur RTL-TVI
- Québec : 9 avril 2013 sur Radio-Canada

- États-Unis : 8,54 millions de téléspectateurs[24] (première diffusion)
- Belgique : 324 600 téléspectateurs[21] (première diffusion)
- Québec : 696 000 téléspectateurs[25]
- France : 2,12 millions de téléspectateurs[23] (deuxième diffusion)

- Amber Valletta (Lydia)
- James Tupper (David Clarke)
- Emily Alyn Lind (Amanda Clarke)
- Brian Goodman (en) (Carl Porter)
- Max Martini (Frank Stevens)
- Matthew Glave (Bill Harmon)
- Robbie Amell (Adam)
- Diane Mizota (Anchor)
- Elena Evangelo (Valerie)
- Yancey Arias (Sénateur Tom Kingsly)

### Épisode 3:Trahison
- États-Unis /  Canada : 5 octobre 2011
- France : 
  - 21 septembre 2012 sur Canal+ Family
  - 1er mai 2013 sur TF1
- Suisse : 6 février 2013 sur RTS Un
- Belgique : 7 avril 2013 sur RTL-TVI
- Québec : 16 avril 2013 sur Radio-Canada

- États-Unis : 7,68 millions de téléspectateurs[26] (première diffusion)
- Belgique : 400 100 téléspectateurs (première diffusion)[27]
- Québec : 680 000 téléspectateurs[28]
- France : 2,83 millions de téléspectateurs[29] (deuxième diffusion)

- Amber Valletta (Lydia)
- James Tupper (David Clarke)
- Emily Alyn Lind (Amanda Clarke)
- Brian Goodman (en) (Carl Porter)
- Max Martini (Frank Stevens)
- Robbie Amell (Adam Connor)
- Ashton Holmes (Tyler Barrol)
- Yancey Arias (Sénateur Tom Kingsly)

### Épisode 4:Duplicité
- États-Unis /  Canada : 12 octobre 2011
- France : 
  - 21 septembre 2012 sur Canal+ Family
  - 1er mai 2013 sur TF1
- Suisse : 6 février 2013 sur RTS Un
- Belgique : 7 avril 2013 sur RTL-TVI
- Québec : 23 avril 2013 sur Radio-Canada

- États-Unis : 7,9 millions de téléspectateurs[30] (première diffusion)
- Belgique : 393 200 téléspectateurs (première diffusion)[27]
- Québec : 627 000 téléspectateurs[31]
- France : 2,18 millions de téléspectateurs[29] (deuxième diffusion)

- Amber Valletta (Lydia)
- James Tupper (David Clarke)
- Emily Alyn Lind (Amanda Clarke)
- Max Martini (Frank Stevens)
- Ashton Holmes (Tyler Barrol)
- Amy Landecker (Dr. Michelle Banks)
- Leslie Stevens (Miriam)
- Carly Thomas Smith (Everly)
- Candace Kita (Rosemary)
- Cassius Willis (Detective Gunther)
- Judy Echavez (reporter)
- Kati Sharp (Kim)

- La chanson « Riverside » passe trois fois dans cet épisode.

### Épisode 5:Culpabilité
- États-Unis /  Canada : 19 octobre 2011
- France : 
  - 28 septembre 2012 sur Canal+ Family
  - 8 mai 2013 sur TF1
- Suisse : 13 février 2013 sur RTS Un
- Belgique : 14 avril 2013 sur RTL-TVI
- Québec : 30 avril 2013 sur Radio-Canada

- États-Unis : 7,99 millions de téléspectateurs[32] (première diffusion)
- Belgique : 306 000 téléspectateurs (première diffusion)[33]
- Québec : 647 000 téléspectateurs[34]
- France : 2,48 millions de téléspectateurs[35] (deuxième diffusion)

- Amber Valletta (Lydia)
- James Tupper (David Clarke)
- Emily Alyn Lind (Amanda Clarke)
- Max Martini (Frank Stevens)
- Ashton Holmes (Tyler Barrol)

### Épisode 6:L'Homme de tous les dangers
- États-Unis /  Canada : 26 octobre 2011
- France : 
  - 28 septembre 2012 sur Canal+ Family
  - 8 mai 2013 sur TF1
- Suisse : 13 février 2013 sur RTS Un
- Belgique : 14 avril 2013 sur RTL-TVI
- Québec : 7 mai 2013 sur Radio-Canada

- États-Unis : 8,72 millions de téléspectateurs[36] (première diffusion)
- Belgique : 308 000 téléspectateurs (première diffusion)[33]
- Québec : 531 000 téléspectateurs[37]
- France : 2,06 millions de téléspectateurs[35] (deuxième diffusion)

- Amber Valletta (Lydia)
- James Tupper (David Clarke)
- Emily Alyn Lind (Amanda Clarke)
- Max Martini (Frank Stevens)
- Ashton Holmes (Tyler Barrol)
- Ed Corbin (Bull)
- Bodie Newcomb (Fisherman)
- Gary Kraus (Teddy)

### Épisode 7:Nos deux facettes
- États-Unis /  Canada : 2 novembre 2011
- France : 
  - 5 octobre 2012 sur Canal+ Family
  - 15 mai 2013 sur TF1
- Suisse : 20 février 2013 sur RTS Un
- Belgique : 21 avril 2013 sur RTL-TVI
- Québec : 14 mai 2013 sur Radio-Canada

- États-Unis : 8,58 millions de téléspectateurs[38] (première diffusion)
- Belgique : 340 900 téléspectateurs (première diffusion)[39]
- Québec : 600 000 téléspectateurs[40]
- France : 2,60 millions de téléspectateurs[41] (deuxième diffusion)

- Amber Valletta (Lydia)
- James Tupper (David Clarke)
- Emily Alyn Lind (Amanda Clarke)
- Max Martini (Frank Stevens)
- Ashton Holmes (Tyler Barrol)
- Ed Corbin (Bull)
- CCH Pounder (Warden Stiles)
- Margarita Levieva (Amanda Clarke)
- Jamal Duff (Big Ed)
- Alicia Coppola (Melissa Andetson)
- Tracey Rooney (Nurse)

### Épisode 8:Retour du passé
- États-Unis /  Canada : 16 novembre 2011
- France : 
  - 5 octobre 2012 sur Canal+ Family
  - 15 mai 2013 sur TF1
- Suisse : 20 février 2013 sur RTS Un
- Belgique : 21 avril 2013 sur RTL-TVI
- Québec : 21 mai 2013 sur Radio-Canada

- États-Unis : 7,98 millions de téléspectateurs[42] (première diffusion)
- Belgique : 321 700 téléspectateurs (première diffusion)[39]
- France : 1,90 million de téléspectateurs[41] (deuxième diffusion)
- Québec : 630 000 téléspectateurs[43]

- Amber Valletta (Lydia)
- Max Martini (Frank Stevens)
- Ashton Holmes (Tyler Barrol)
- Jamal Duff (Big Ed)
- CCH Pounder (Warden Stiles)
- Margarita Levieva (Amanda Clarke)
- Cassius Willis (Detective Gunther)
- Gina Gallego (Dr. Aguilar)

### Épisode 9:Soupçons
- États-Unis /  Canada : 23 novembre 2011
- France : 
  - 12 octobre 2012 sur Canal+ Family
  - 22 mai 2013 sur TF1
- Suisse : 27 février 2013 sur RTS Un
- Belgique : 5 mai 2013 sur RTL-TVI
- Québec : 28 mai 2013 sur Radio-Canada

- États-Unis : 7,3 millions de téléspectateurs[44] (première diffusion)
- Belgique : 374 600 téléspectateurs (première diffusion)[45]
- France : 2,70 millions de téléspectateurs[46] (deuxième diffusion)
- Québec : 612 000 téléspectateurs[47]

- Amber Valletta (Lydia Davis)
- Ashton Holmes (Tyler Barrol)
- Margarita Levieva (Amanda Clarke)
- Cassius Willis (Detective Gunther)
- Maya Hazen (Hikari)
- Margot Farley (police officer)
- Hiroyuki Sanada (Satoshi Takeda)

### Épisode 10:Loyauté
- États-Unis /  Canada : 7 décembre 2011
- France : 
  - 12 octobre 2012 sur Canal+ Family
  - 22 mai 2013 sur TF1
- Suisse : 27 février 2013 sur RTS Un
- Belgique : 5 mai 2013 sur RTL-TVI
- Québec : 4 juin 2013 sur Radio-Canada

- États-Unis : 7,35 millions de téléspectateurs[48] (première diffusion)
- Belgique : 355 900 téléspectateurs (première diffusion)[45]
- France : 1,90 million de téléspectateurs[46] (deuxième diffusion)
- Québec : 623 000 téléspectateurs[49]

- Ashton Holmes (Tyler Barrol)
- Margarita Levieva (Amanda Clarke)
- Hiroyuki Sanada (Satoshi Takeda)
- James McCaffrey (Ryan Huntley)
- Emily Alyn Lind (jeune Amanda)
- Nicholas Stargel (jeune Jack)
- Ed Corbin (Bull)
- Erin Underwood (Assistante sociale)

### Épisode 11:La Menace Tyler
- États-Unis /  Canada : 4 janvier 2012
- France : 
  - 19 octobre 2012 sur Canal+ Family
  - 29 mai 2013 sur TF1
- Suisse : 6 mars 2013 sur RTS Un
- Belgique : 5 mai 2013 sur RTL-TVI
- Québec : 11 juin 2013 sur Radio-Canada

- États-Unis : 8,06 millions de téléspectateurs[50] (première diffusion)
- Belgique : 343 000 téléspectateurs (première diffusion)[45]
- France : 3,02 millions de téléspectateurs[51] (deuxième diffusion)
- Québec : 722 000 téléspectateurs[52]

- Ashton Holmes (Tyler Barrol)
- James Tupper (David Clarke)
- Emily Alyn Lind (Jeune Amanda)
- Nicholas Stargel (Jeune Jack)
- Margarita Levieva (Amanda Clarke)
- James McCaffrey (Ryan Huntley)
- Merrin Dungey (Barbara Snow)
- David Monahan (Dr. Alexander Barrol)

### Épisode 12:À livre ouvert
- États-Unis /  Canada : 11 janvier 2012
- France : 
  - 19 octobre 2012 sur Canal+ Family
  - 29 mai 2013 sur TF1
- Suisse : 6 mars 2013 sur RTS Un
- Belgique : 12 mai 2013 sur RTL-TVI
- Québec : 18 juin 2013 sur Radio-Canada

- États-Unis : 7,58 millions de téléspectateurs[53] (première diffusion)
- Belgique : 323 800 téléspectateurs (première diffusion)[54]
- France : 2,01 millions de téléspectateurs[51] (deuxième diffusion)
- Québec : 667 000 téléspectateurs[55]

- Margarita Levieva (Amanda Clarke)
- James Tupper (David Clarke)
- James McCaffrey (Ryan Huntley)
- Merrin Dungey (Barbara Snow)
- Roger Bart (Mason Treadwell)
- Morgan Hewitt (Sofie Arnault)
- Ciara Hanna (Cute Blonde)

### Épisode 13:La Proposition
- États-Unis /  Canada : 18 janvier 2012
- France : 
  - 26 octobre 2012 sur Canal+ Family
  - 12 juin 2013 sur TF1
- Suisse : 13 mars 2013 sur RTS Un
- Belgique : 12 mai 2013 sur RTL-TVI
- Québec : 25 juin 2013 sur Radio-Canada

- États-Unis : 7,67 millions de téléspectateurs[56] (première diffusion)
- Belgique : 343 900 téléspectateurs (première diffusion)[54]
- France : 1,95 million de téléspectateurs[57] (deuxième diffusion)
- Québec : 652 000 téléspectateurs[58]

- James Tupper (David Clarke)
- Margarita Levieva (Amanda Clarke)
- James McCaffrey (Ryan Huntley)

### Épisode 14:Perception
- États-Unis /  Canada : 8 février 2012
- France : 
  - 26 octobre 2012 sur Canal+ Family
  - 12 juin 2013 sur TF1
- Suisse : 13 mars 2013 sur RTS Un
- Belgique : 12 mai 2013 sur RTL-TVI
- Québec : 2 juillet 2013 sur Radio-Canada

- États-Unis : 7,7 millions de téléspectateurs[59] (première diffusion)
- Belgique : 326 200 téléspectateurs (première diffusion)[54]
- France : 1,36 million de téléspectateurs[57] (deuxième diffusion)
- Québec : 701 000 téléspectateurs[60]

- William Devane (Grandpa' Grayson)

### Épisode 15:Chaos
- États-Unis /  Canada : 15 février 2012
- France : 
  - 2 novembre 2012 sur Canal+ Family
  - 19 juin 2013 sur TF1
- Suisse : 20 mars 2013 sur RTS Un
- Belgique : 19 mai 2013 sur RTL-TVI
- Québec : 9 juillet 2013 sur Radio-Canada

- États-Unis : 7,69 millions de téléspectateurs[61] (première diffusion)
- Belgique : 254 900 téléspectateurs (première diffusion)[62]
- France : 1,95 million de téléspectateurs[63] (deuxième diffusion)
- Québec : 580 000 téléspectateurs[64]

- Ashton Holmes (Tyler Barrol)
- Margarita Levieva (Amanda Clarke)
- William Devane (Grandpa Grayson)
- Hiroyuki Sanada (Satoshi Takeda)
- Jamal Duff (Bid Ed)
- Maya Hazen (Hikari)

### Épisode 16:Le Scandale
- États-Unis /  Canada : 29 février 2012
- France : 
  - 2 novembre 2012 sur Canal+ Family
  - 19 juin 2013 sur TF1
- Suisse : 20 mars 2013 sur RTS Un
- Belgique : 19 mai 2013 sur RTL-TVI
- Québec : 16 juillet 2013 sur Radio-Canada

- États-Unis : 7,53 millions de téléspectateurs[65] (première diffusion)
- Belgique : 255 200 téléspectateurs (première diffusion)[62]
- France : 1,36 million de téléspectateurs[63] (deuxième diffusion)
- Québec : 628 000 téléspectateurs[66]

- Courtney B. Vance (Benjamin Brooks)

### Épisode 17:Recherche Amanda désespérément
- États-Unis /  Canada : 18 avril 2012
- France : 
  - 9 novembre 2012 sur Canal+ Family
  - 26 juin 2013 sur TF1
- Suisse : 27 mars 2013 sur RTS Un
- Belgique : 19 mai 2013 sur RTL-TVI
- Québec : 23 juillet 2013 sur Radio-Canada

- États-Unis : 7,77 millions de téléspectateurs[67] (première diffusion)
- Belgique : 245 800 téléspectateurs (première diffusion)[62]
- France : 2,10 millions de téléspectateurs[68] (deuxième diffusion)
- Québec : 641 000 téléspectateurs[69]

- Ed Corbin (Bull)
- Roger Bart (Mason Treadwell)
- Courtney B. Vance (Benjamin Brooks)
- Derek Ray (Lee Moran)
- James Purefoy (Dominik Wright)

### Épisode 18:Le Procès
- États-Unis /  Canada : 25 avril 2012
- France : 
  - 9 novembre 2012 sur Canal+ Family
  - 26 juin 2013 sur TF1
- Suisse : 27 mars 2013 sur RTS Un
- Belgique : 26 mai 2013 sur RTL-TVI
- Québec : 30 juillet 2013 sur Radio-Canada

- États-Unis : 7,03 millions de téléspectateurs[70] (première diffusion)
- Belgique : 231 100 téléspectateurs (première diffusion)[71]
- France : 1,30 million de téléspectateurs[68] (deuxième diffusion)
- Québec : 674 000 téléspectateurs[72]

- James Purefoy (Dominik Wright)
- Courtney B. Vance (Benjamin Brooks)
- Veronica Cartwright (Juge Elizabeth Hawthorne)

### Épisode 19:Absolution
- États-Unis /  Canada : 2 mai 2012
- France : 
  - 16 novembre 2012 sur Canal+ Family
  - 3 juillet 2013 sur TF1
- Suisse : 3 avril 2013 sur RTS Un
- Belgique : 2 juin 2013 sur RTL-TVI
- Québec : 6 août 2013 sur Radio-Canada

- États-Unis : 7,14 millions de téléspectateurs[73] (première diffusion)
- Belgique : 342 300 téléspectateurs[74] (deuxième diffusion)
- France : 2,07 millions de téléspectateurs[75] (deuxième diffusion)
- Québec : 621 000 téléspectateurs[76]

- Tess Harper (Carole Miller)
- Cynthia McFadden (elle-même)

### Épisode 20:Héritage
- États-Unis /  Canada : 9 mai 2012
- France : 
  - 16 novembre 2012 sur Canal+ Family
  - 3 juillet 2013 sur TF1
- Suisse : 3 avril 2013 sur RTS Un
- Belgique : 2 juin 2013 sur RTL-TVI
- Québec : 13 août 2013 sur Radio-Canada

- États-Unis : 7,01 millions de téléspectateurs[77] (première diffusion)
- Belgique : 325 700 téléspectateurs[74] (première diffusion)
- France : 1,30 million de téléspectateurs[75] (deuxième diffusion)
- Québec : 636 000 téléspectateurs[78]

- Yancey Arias (Sénateur Tom Kingsly)

### Épisode 21:Le Deuil
- États-Unis /  Canada : 16 mai 2012
- France : 
  - 23 novembre 2012 sur Canal+ Family
  - 10 juillet 2013 sur TF1
- Suisse : 10 avril 2013 sur RTS Un
- Belgique : 2 juin 2013 sur RTL-TVI
- Québec : 20 août 2013 sur Radio-Canada

- États-Unis : 6,9 millions de téléspectateurs[79] (première diffusion)
- Belgique : 286 500 téléspectateurs[74] (première diffusion)
- France : 2,00 millions de téléspectateurs[80] (deuxième diffusion)
- Québec : 606 000 téléspectateurs[81]

- James Tupper (David Clarke)
- Emily Alyn Lind (jeune Amanda)
- Nicholas Stargel (jeune Jack)
- Amber Valletta (Lydia Davis)
- Roger Bart (Mason Treadwell)
- Michael Reilly Burke (John McGowen)
- James Morrison (L'Homme aux cheveux blancs)
- Marcus Giamatti (Dr. Ray Clemons)
- Ed Corbin (Bull)
- Rachel DiPillo (Jaime)
- Tess Harper (Carole Miller)
- Thomas Daniel (le dealer)

### Épisode 22:Le Jugement dernier
- États-Unis /  Canada : 23 mai 2012
- France : 
  - 23 novembre 2012 sur Canal+ Family
  - 10 juillet 2013 sur TF1
- Suisse : 10 avril 2013 sur RTS Un
- Belgique : 2 juin 2013 sur RTL-TVI
- Québec : 27 août 2013 sur Radio-Canada

- États-Unis : 7,85 millions de téléspectateurs[82] (première diffusion)
- Belgique : 270 000 téléspectateurs[74] (première diffusion)
- France : 1,40 million de téléspectateurs[80] (deuxième diffusion)
- Québec : 691 000 téléspectateurs[83]

- Amber Valletta (Lydia Davis)
- James Tupper (David)
- Emily Alyn Lind (jeune Amanda)
- Margarita Levieva (Amanda)
- James Morrison (L'Homme aux cheveux blancs)
- Rhasaan Orange (Tech)
- Christopher Goodman (chauffeur)
- Stephanie Maura Sanchez (journaliste)
- Nate Gill (adolescent)
- Michael Reilly Burke (Mr. McGowen)
- Rachel Katherine DiPillo (Jaime)

### Spécial:From the Beginning
- États-Unis /  Canada : 11 avril 2012

- États-Unis : 5,6 millions de téléspectateurs (première diffusion)